# ヘデラアカアシカタゾウムシ
ヘデラアカアシカタゾウムシ（ヘデラ赤脚堅象虫）、学名 Metapocyrtus (Trachycyrtus) hederaephilus はゾウムシ科カタゾウムシ亜科に分類される甲虫の一種。体長6㎜前後の黒っぽい瓢箪形で、幼虫・成虫ともにセイヨウキヅタ（ヘデラ）を食べる。2010年3月に日本国三重県木曽岬町のヘデラ栽培施設内で見つかり、2012年に新種として記載された。この施設以外の産地は知られていないが、東南アジア、中でもフィリピンにはこのグループのゾウムシが未記載種も含め多数生息していることから、おそらく本種もその方面からの外来種だろうと推定されている。ただし東南アジアにはセイヨウキヅタが自生しないため、原産地における本来の食草はヘデラではないと考えられている。日本への侵入ルートは不明。種小名の hederaephilus はラテン語で hedera（ヘデラ）＋philus（-を愛する-）。

## 分布
- 日本（外来種 2010年-）： 三重県桑名郡木曽岬町元禄輪中（げんろくわじゅう）のヘデラ栽培施設内（タイプ産地）。
- フィリピン（？）： 原産地であると強く推定されているが確認はされていない[1][2]。

## 形態
- 写真（三重県病害虫防除所）

全長は5.5-7.3mmほど。全形は、頭部と丸味のある前胸からなる前半部と上翅に被われた後半部（中胸、後胸、腹部）との間でくびれた瓢箪形の胴体にやや長い脚が6本付いた形をしている。吻は前方に伸びるがそれほど長くはなく、吻長は吻幅の1.2倍程度と幅よりも多少長い程度、上面から見ると長方形で先端に向って多少幅広くなる。吻の左右背側縁は丸味を帯びる。複眼はあまり突出しない。オスに比しメスは腹部とそれを覆う上翅がやや大きい。
脚も含めた体の表面全体に顆粒状彫刻があり、ざらざら感がある。全身は概ね褐色-暗褐色で、脚の腿節と脛節はしばしば赤味を帯びる。一定の場所に明色の粉を振ったような不明瞭な斑紋がある。これらの斑紋は金緑色（メタリックグリーン）の円形の微細な鱗片からなり、複眼間、複眼の下縁、前胸（背面の両側と側面下部）、上翅背面（前部、中央やや前寄り、および後端手前の3箇所を途切れがちに横切る）に見られるが、斑紋の出方には個体変異がある。また、斑紋を作る金緑色の鱗片とは別に、体表には暗色の短毛状の付属物がまばらにある。
原記載に記された成虫の寸法は以下の通り。

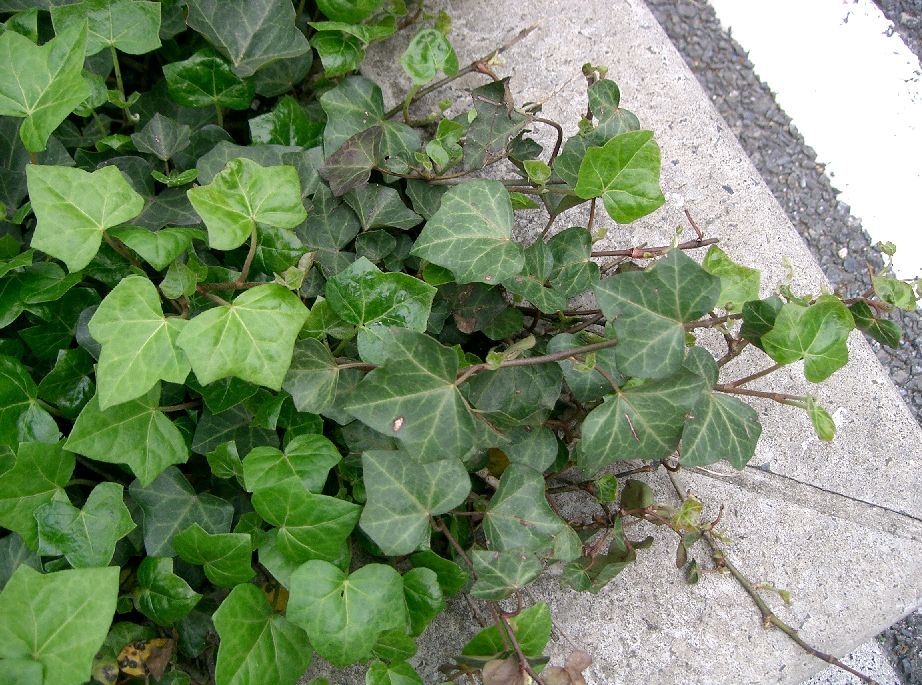
セイヨウキヅタ

- 体長 　：オス…5.50-6.60mm、メス…5.60-7.30mm
- 吻長　 ：オス…1.00-1.30mm、メス…0.90-1.15mm
- 吻幅　 ：オス…0.89-1.05mm、メス…0.85-1.05mm
- 前胸長：オス…1.90-2.50mm、メス…1.71-2.25mm
- 前胸幅：オス…2.07-2.60mm、メス…2.02-2.65mm
- 上翅長：オス…3.75-4.48mm、メス…4.00-5.10mm
- 上翅幅：オス…2.65-3.15mm、メス…2.78-3.62mm

幼虫は体は黄白色、頭部は淡褐色、太めの蛆虫型でやや腹側に曲がる。

## 生態
幼虫は土中でセイヨウキヅタの地下部分を食べて成長し、同じく土中で蛹化する。成虫は地上部でセイヨウキヅタの葉や茎を食べる。しかしセイヨウキヅタは東南アジアに自然分布していないため日和見的に食草に選ばれただけで、本来の食草は別種の植物だと考えられている。成虫には飛翔能力がなく移動は専ら歩行による。

## 分類
- 原記載： Metapocyrtus (Trachycyrtus) hederaephilus Yoshitake in Yoshitake et al., 2012, Jpn. J. syst. Ent., 18 (2): 261-267, figs. 1-17.[1]
- タイプ産地： Mie Pref., Kuwana-gun, Kinosaki-chou, Genroku-Wajuu.
- タイプ標本
  - ホロタイプ： オス　1頭。体長6.60mm (NIAES/ Type specimen code No.COL-283)
  - パラタイプ： オス24頭、メス20頭。 (NIAES/ Nos.24-0475410 ~ 24-0475453)
  - 「NIAES」は農業環境技術研究所の略称で、本種のタイプ標本は全てここに収蔵されている。

アカアシカタゾウムシ属 Metapocyrtus Heller, 1912 は東洋区から220種以上が知られ、そのうち本種が分類される
イボアカアシカタゾウムシ亜属 Trachycyrtus Heller, 1912 は、吻長が吻幅より長いこと、吻の背側縁が丸味を帯びること、上翅が楕円形-卵形で体表彫刻が多少なりとも顆粒状を呈することなどで他の亜属から区別されている。イボアカアシカタゾウムシ亜属はフィリピンを中心に50種程度が記載されているが、未記載種（学名が付けられていない種）も多く、本種もそのような未記載種の一つが外来地の日本で発見記載されたのだと考えられている。日本産の近縁種としてはヨナグニアカアシカタゾウムシ Metapocyrtus (Trachycyrtus) yonagunianus Chujo, 1971 が与那国島に分布する。